# Michael Ballack
Michael Ballack (* 26. září 1976 Görlitz) je bývalý německý fotbalový záložník. Pelé ho roku 2004 zařadil mezi 125 nejlepších žijících fotbalistů.
Od roku 1999 do roku 2010 nasbíral 98 utkání za německou reprezentaci,
po roce 2004 navíc v roli kapitána. Třikrát se zúčastnil mistrovství Evropy (2000, 2004, 2008) a dvakrát mistrovství světa (2002, 2006), přičemž o účast na MS 2010 jej připravilo zranění.

## Klubová kariéra

### Chemnitzer
Byl to východoněmecký celek Chemnitzer FC, kde Ballack odstartoval svou kariéru. V první sezóně nezabránil sestupu do třetí ligy.

### Kaiserslautern
V roce 1997 přestoupil Ballack do Kaiserslauternu, který se po roce v nižší soutěži vrátil do 1. Bundesligy. Pod vedením kouče Otto Rehhagela vyhrál Ballack svůj první německý titul.
V první polovině sezóny nebyl využívaný, na jaře si však získal místo v sestavě a v březnu 1998 debutoval v zápase proti Bayeru Leverkusen.
V druhé sezóně si zahrál v Lize mistrů, kde Kaiserslautern skončil ve čtvrtfinále.

### Bayer Leverkusen
V roce 1999 zamířil za částku v přepočtu 2,5 milionu liber do Bayeru Leverkusen, který v sezóně 1999/2000 usiloval o prvenství.
Během závěrečného kola v zápase proti Unterhachingu si Ballack vstřelil vlastní gól a titul tak slavil Bayern.
Ballack si záměrně provokativně vybral dres s číslem 13, ve kterém v minulosti nastupovala klubová legenda Rudi Völler.
Leverkusen prožil památnou sezónu 2001/02, ve které tým postoupil do druhé skupinové fáze Ligy mistrů. Úvodní porážku 0:4 od Juventusu následovala domácí výhra 1:0 nad Deportivem La Coruña díky jedinému gólu Ballacka. Jako rozhodující se ukázala být výhra 3:1 v šestém utkání ve Španělsku opět proti Deportivu. Ballack v prvním poločase hlavou otevřel skóre, ve druhém nacentroval na druhý gól Olivera Neuvilla.
Ve čtvrtfinálové odvetě proti Liverpoolu se dvěma góly podílel na postupové výhře 4:2.
V prvním utkání na půdě Manchesteru United vyrovnal na 1:1, německý tým nakonec venku zahrál nerozhodně 2:2 a po domácí remíze 1:1 postoupil do finále vlivem pravidla o venkovních gólech.
Finálové vítězství ale Ballackovi odepřel Real Madrid v čele se Zinédinem Zidanem.
V Leverkusenu mu byla trenérem Klausem Toppmöllerem svěřena role ofenzivního záložníka a to se projevilo ve statistikách. Během tří let zde vstřelil 27 bundesligových gólů a 9 gólů přidal v pohárové Evropě.

### Bayern Mnichov
Navzdory zájmu ze strany španělských velkoklubů (Real Madrid a Barcelona) přestoupil do Bayernu Mnichov za částku v přepočtu přibližně 30 milionů liber.
Trenér Ottmar Hitzfeld dovedl bavorský tým v sezóně 2002/03 k zisku mistrovského titulu a navrch přidal triumf v domácím poháru.
Avšak další rok titul uloupil Werder Brémy.
V ročníku 2004/05 mu v záloze dělal společnost nadějný Sebastian Deisler,
dorazili také jeho bývalí spoluhráči z Leverkusenu: záložník Zé Roberto a stoper Lúcio, oba Brazilci. Zbylé dvě sezóny za Bayern vyhrál dvakrát mistrovský titul.
V závěrečných zápasech sezóny se do Ballacka opřeli příznivci Bayernu a dávali mu najevo svůj nesouhlas s jeho odchodem také pískotem.

### Chelsea
V roce 2006 opustil Ballack německý tým, aby zamířil jako volný hráč do Chelsea, která se měla pod vedením trenéra José Mourinha vydat na cestu za třetím titulem v řadě.
Týmy Real Madrid a Inter Milán o Ballacka také projevily zájem.
V londýnském klubu podepsal smlouvu na tři roky.
V polovině září si poprvé zahrál Ligu mistrů ve dresu Blues a gólem z penalty pomohl k výhře 2:0 nad Werderem Brémy.
O pár dní později obdržel v anglické lize první červenou kartu v kariéře po zákroku na Mohameda Sissoka z Liverpoolu, Chelsea přesto zvítězila 1:0.
V 9. kole proti Portsmouthu vstřelil první gól v Premier League a spolu s další posilou Ševčenkem zařídili vítězství 2:1.
Na jaře v dubnu se však zranil a rozhodl se podstoupit operaci kolena. Chelsea oslabila v bojích na čtyřech frontách a v anglické lize a v Lize mistrů skončila nakonec neúspěšná.

### Návrat do Leverkusenu a konec kariéry
Ballack se s aktivním fotbalem rozloučil 5. května v utkání s Norimberkem, v posledním 34. kole Bundesligy.

## Reprezentační kariéra
První reprezentační start si připsal 28. dubna 1999 v zápase proti Skotsku. Od roku 2004 navlékal kapitánskou pásku. S německou reprezentací se zúčastnil 3x Mistrovství Evropy (2000, 2004, 2008) a 2x Mistrovství světa (2002, 2006). Největším úspěchem bylo 2. místo z Mistrovství světa 2002, kde však nemohl nastoupit ve finále kvůli dvěma žlutým kartám. Ballack nestihl Mistrovství světa 2010, protože ho nešťastně zranil Kevin-Prince Boateng. Byla to poslední možnost ukázat se v reprezentačním v dresu. Po Mistrovství světa 2010 ukončil své účinkování v reprezentaci.

### EURO 2000
Trenér Erich Ribbeck jej nominoval na Euro 2000. Ballack na turnaji odehrál 63 minut.
Německo nedokázalo postoupit ze skupiny a po remíze proti Rumunsku ještě dvakrát prohrálo.

### EURO 2004
Euro 2004 bylo pro Ballacka druhým evropským turnajem v kariéře. Do prvního klání proti Nizozemsku nasadil trenér Rudi Völler jen jednoho útočníka Kurányiho, za nímž hrál Ballack, zatímco na krajích zálohy se pohybovali Frings a Schneider.
Ballack byl pro soupeře hrozbou, ale střetnutí nakonec skončilo remízou 1:1.
Druhé utkání skupiny proti Lotyšsku Německo znovu nevyhrálo a jen remizovalo 0:0.
Proti už postupující České republice potřebovalo Německo zvítězit a byl to Ballack, kdo otevřel skóre po střele levačkou. Po Heinzově vyrovnání skončila Ballackova střela na pravé tyči Blažkovy brány, ale v závěru vsítil Baroš vítězný gól, který Němce nakonec poslal domů.

### MS 2006

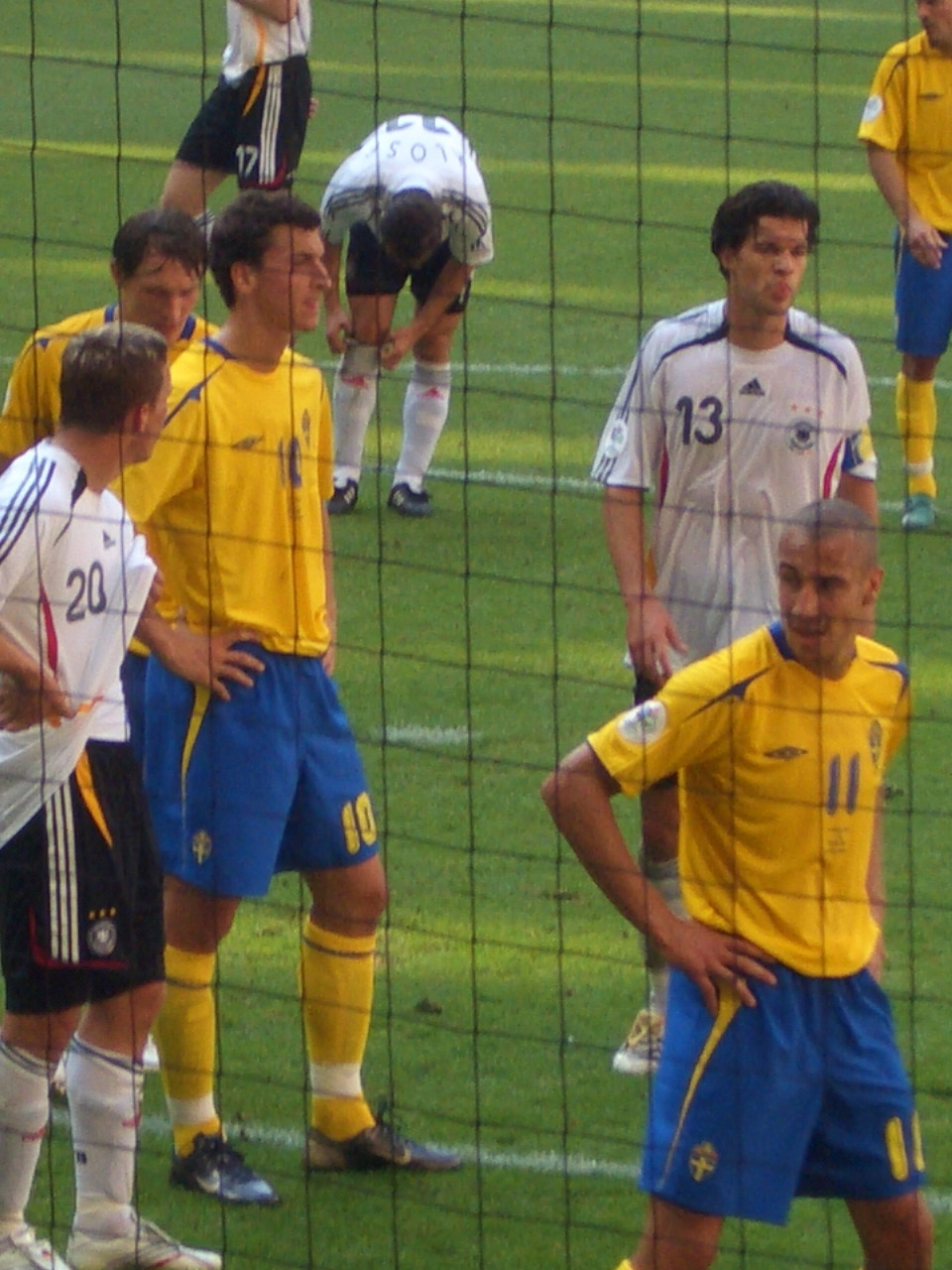
Ballack s číslem 13 na MS 2006 proti Švédsku v osmifinále

Mistrovství světa v roce 2006 pořádalo Německo. Kapitán Ballack kvůli zraněnému lýtku nebyl trenérovi Jürgenu Klinsmannovi k dispozici pro úvodní utkání turnaje mezi Německem a Kostarikou.
Ve druhém skupinovém utkání proti Polsku byl přítomen v základní sestavě a přispěl k výhře 1:0. Během utkání trefil brankovou konstrukci a obdržel žlutou kartu.
Ve třetím utkání povedeným lobem vyřadil z akce dva ekvádorské obránce a nabíhající Miroslav Klose zvýšil vedení na 2:0. Německo vyhrálo třetí utkání 3:0 a Ballack byl jmenován mužem zápasu podle FIFA.
Proti Švédsku skončil jeho střelecký pokus díky zákroku gólmana Andrease Isakssona na tyči. Dva góly Lukase Podolskiho poslaly Němce do čtvrtfinále proti Argentině.
Argentina se dostala do vedení, ale v 80. minutě našel Ballackův centr Borowskiho a ten odhlavičkoval na Kloseho, který srovnal na 1:1. V závěru prodloužení byl v bolestech, ale po dvou minutách u postranní čáry se vrátil na závěrečné minuty nerozhodnutého prodloužení.
Ballack i Neuville v penaltovém rozstřelu uspěli, naopak Roberta Ayalu vychytal Jens Lehmann. Poté co uspěli Podolski a Borowski a naopak svoji penaltu nedal Esteban Cambiasso postoupili do semifinále právě Němci. Ballack byl znovu zvolen mužem zápasu.
Někteří argentinští hráči ale prohru neunesli a po penaltách konfrontovali zejména v rozstřelu úspěšné německé fotbalisty. Podle Ballacka začali provokace Argentinci.
Proti Itálii v semifinále nedokázal zabránit porážce 0:2 v prodloužení a mužstvo tak finále nedosáhlo.
Potíže s kolenem jej připravily o utkání o třetí místo, ve kterém Německo zdolalo 3:0 Portugalsko.
Ballack byl zvolen do nejlepšího týmu turnaje podle FIFA jako jeden ze čtyř fotbalistů Německa.

## Styl hry
Mezi jeho přednosti patřila výdrž, síla a herní inteligence. Dovednosti přihrávat a střílet doplňovala hra hlavou (hlavičky).
Dokázal plnit roli jednak ofenzivního, jednak defenzivního záložníka se schopností vybojovat ztracený míč.

## Zajímavosti
V Chelsea byl poměrně důležitým záložníkem, jenž umí podržet míč, vhodně přihrát, nacentrovat či vystřelit z dálky. Největší zbraň je však jeho pověstný volný přímý kop, který zahrává opravdu bravurně, neboť je schopen dát gól i ze vzdálenosti 30+ metrů, což ho řadí mezi elitu v zahrávání přímých kopů. V Chelsea bylo takových hráčů více – zejména Frank Lampard či Michael Essien, proto přímé kopy zde zahrával méně často než v německé reprezentaci. I přes svůj vyšší věk byl Ballack hráč, který je schopen naběhat za zápas i 9 km, což bylo mnohdy nejvíce ze všech hráčů v poli.

## Osobní život
Jeho otec byl stavební inženýr.
Jeho děda pochází z Československa.
Pochází z bývalé NDR. Jeho děda pochází z ČR, za druhé světové války byl povolán do Německa na nucené práce, kde zůstal a založil novou rodinu.[zdroj?] Ballack jako jeden z mála špičkových fotbalistů vystudoval vysokou školu. V roce 2021 mu zemřel syn při nehodě na čtyřkolce. [zdroj?]

## Individuální úspěchy
- 3× Fotbalista roku (Německo) – 2002, 2003, 2005 [39][40]
- člen FIFA 100 [1]